# Prachtscharte
Die Prachtscharte (Liatris spicata), genauer Ährige Prachtscharte genannt, ist eine Pflanzenart in der Familie der Korbblütler (Asteraceae). Sie stammt aus Nordamerika. Ihre Sorten werden in den gemäßigten Gebieten der Welt als Zierpflanzen in Parks und Gärten angepflanzt und als Schnittblume verwendet. Sobald die Staude blüht, wird sie von vielen Bienen, Hummeln und Schmetterlingen besucht.

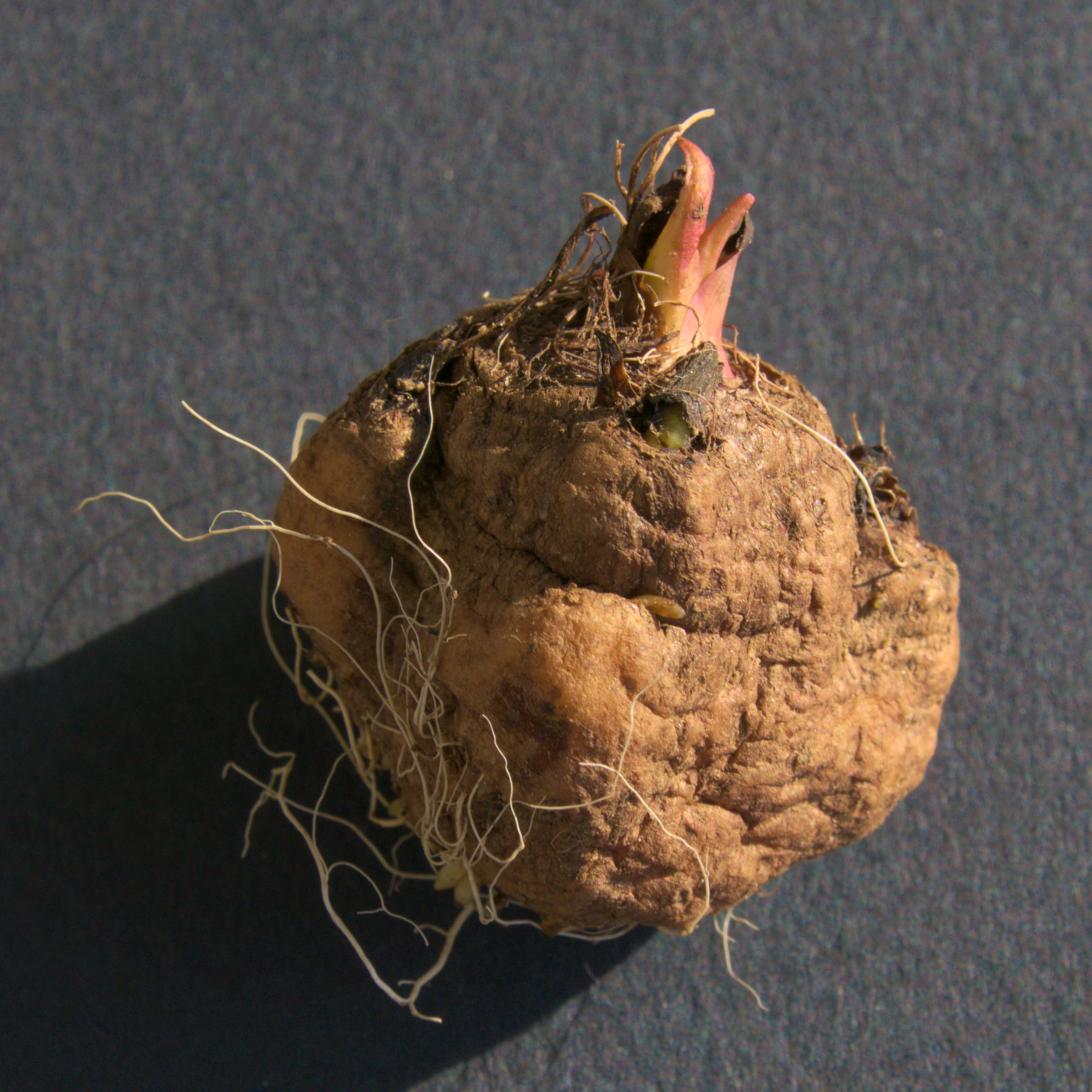
Knolle einer Prachtscharte (Liatris spicata).

## Beschreibung

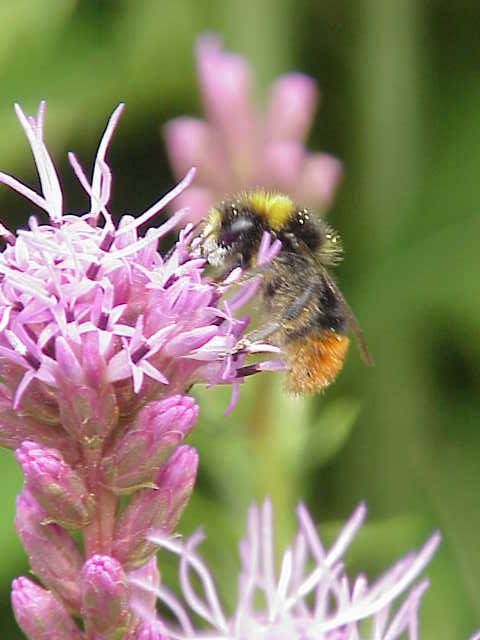
Detail des Blütenstandes der Prachtscharte (Liatris spicata) mit offenen und knospigen Einzelblüten

Liatris spicata wächst als ausdauernde krautige Pflanzen, die Wuchshöhen von meist 40 bis 110 (20 bis 180) cm erreicht. Sie bilden oft kugelige bis eiförmige Knollen und längliche Rhizome als Überdauerungsorgane aus. Die aufrechten, unbehaarten Stängel sind meist unverzweigt oder seltener an der Basis verzweigt. Die wechselständigen, ungestielten oder gestielten Laubblätter sind mehr oder weniger grasartig mit glatten Blatträndern; sie sind 12 bis 35 cm lang und meist 4 bis 10 (2 bis 20) mm breit. 

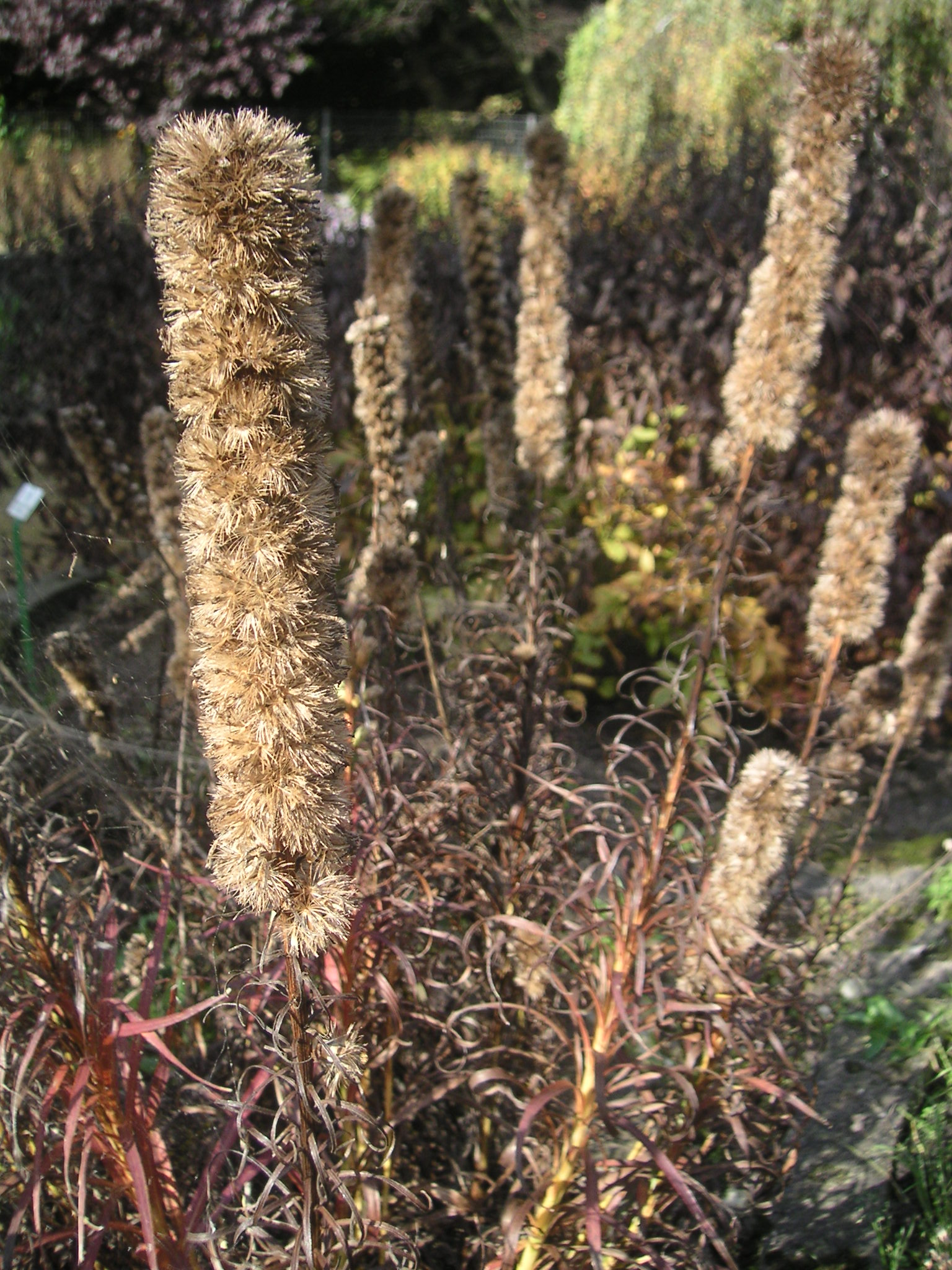
Fruchtstand der Prachtscharte (Liatris spicata)

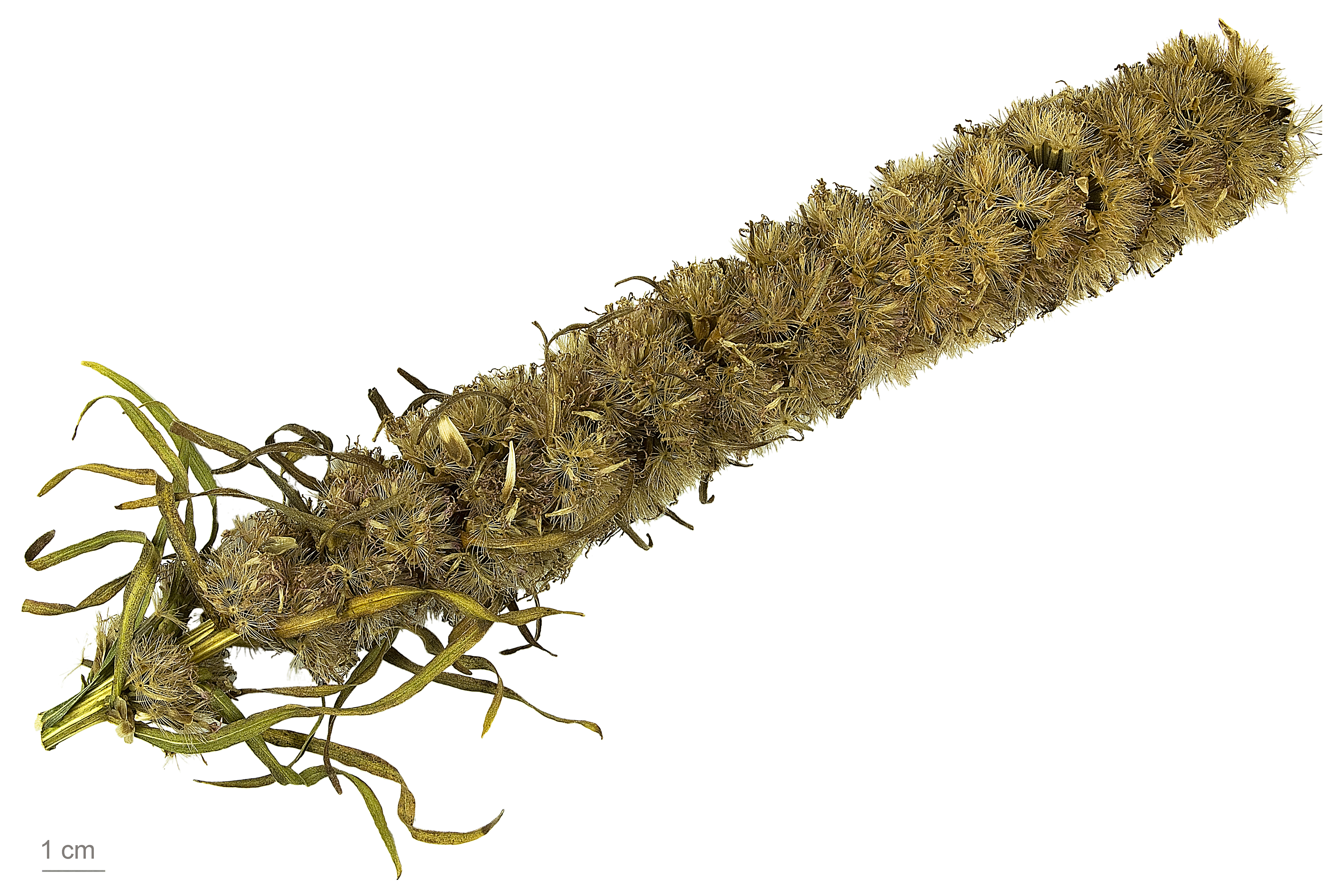
Liatris spicata

In großen endständigen ährigen Gesamtblütenständen stehen oft viele körbchenförmige Teilblütenstände zusammen, die von oben nach unten aufblühen. Die ungleichen Hüllblätter stehen in (selten drei) meist vier bis fünf Reihen und ihre häutigen Ränder sind manchmal bewimpert aber nicht gezähnt. Der flache Blütenstandsboden besitzt keine Spreublätter. Die höchstens 1 bis 2 mm kurz gestielten Blütenkörbchen weisen eine Länge von 7 bis 11 mm und einen Durchmesser von meist 4 bis 6 mm auf und enthalten nur meist fünf bis acht (vier bis 14) Röhrenblüten. Die Blütenkronblätter sind meist rot über rosa- bis purpurfarben, manchmal weiß. Die innen unbehaarten Kronröhren weisen einen vier- bis sechsmal kleineren Durchmesser wie Länge auf.
Die acht- bis elfrippige Achäne ist (3,5 bis) 4,5 bis 6 mm lang. Der langlebige Pappus ist mehr oder weniger gleich lang wie die Krone und besteht aus bärtigen Borsten in ein bis zwei Reihen.
Die Chromosomenzahl beträgt 2n = 20.

## Systematik
Es gibt zwei Varietäten:
- Liatris spicata var. resinosa (Nuttall) Gaiser: Sie kommt in Alabama, Delaware, Florida, Georgia, Louisiana, Maryland, Mississippi, New Jersey, North Carolina, South Carolina und in Virginia in Höhenlagen zwischen 0 und 30 Metern Meereshöhe vor.[2] Die Chromosomenzahl ist 2n = 20.[2]
- Liatris spicata (L.) Willd. var. spicata: Sie kommt in Ontario, Quebec; Alabama, Arkansas, Connecticut, Delaware, Georgia, Illinois, Indiana, Kentucky, Maryland, Massachusetts, Michigan, Mississippi, Missouri, New Jersey, New York, North Carolina, Ohio, Pennsylvania, Tennessee, Virginia, West Virginia und Wisconsin in Höhenlagen zwischen 50 und 1700 Metern Meereshöhe vor.[2] Die Chromosomenzahl ist 2n = 20.[2]